# Dendrobium schouteniense
Dendrobium schouteniense är en orkidéart som beskrevs av Johannes Jacobus Smith. Dendrobium schouteniense ingår i släktet Dendrobium, och familjen orkidéer. Inga underarter finns listade i Catalogue of Life.